# Рубио, Эйнер
Эйнер Аугусто Рубио Рейес (исп. Einer Augusto Rubio Reyes); (род. 22 февраля 1998, Чикиса) — колумбийский профессиональный шоссейный велогонщик, выступающий с 2020 года за команду мирового тура «Movistar Team».

## Достижения
2017
10-й Giro del Medio Brenta
2018
1-й Гран-при Каподарко
1-й — Этап 5 Джиро д’Италия U23
4-й Giro del Friuli-Venezia Giulia  — Генеральная классификация
1-й  — Горная классификация
1-й — Этап 2
4-й Джиро дель Валле-д’Аоста — Генеральная классификация
4-й Giro del Medio Brenta
2019
2-й Джиро д’Италия U23  — Генеральная классификация
1-й  — Горная классификация
1-й — Этап 9
4-й Giro del Medio Brenta
4-й Trofeo Città di San Vendemiano
6-й Piccolo Giro di Lombardia U23
6-й Giro del Belvedere U23